# Тапакуло білобровий
Тапакуло білобровий (Scytalopus superciliaris) — вид горобцеподібних птахів родини галітових (Rhinocryptidae).

## Поширення
Ендемік Аргентини. Поширений в Андах на північному заході країни. Мешкає в підліску лісів з переважанням вільхи і пов'язаний з потоками зі скелями, що протікають на схилах Анд між ділянками рослинності; переважно між 2000 і 3000 метрів над рівнем моря.

## Підвиди
- Scytalopus superciliaris superciliaris — поширений уздовж головного схилу Анд від проовінції Жужуй на південь до Катамарки.
- Scytalopus superciliaris santabarbarae — мешкає в горах Санта-Барбара в провінції Жужуй, імовірно, також у сусідній провінції Сальта.